# 源冷
源冷（日语：／ Minamoto no Suzushi，835年—890年3月19日）是日本平安時代初期至前期公卿，父親是仁明天皇。官位為從三位參議。

## 生涯
承和15年（848年），源冷與異母兄弟滋野繩子（滋野貞主之女）之子本康親王一同在清涼殿元服。嘉祥2年（849年），源冷直接升至從四位上，並且姚嘉祥3年（850年）出任讚岐守。
仁壽4年（854年），源冷獲任命為右馬頭，重返平安京，但是其後先後在齊衡3年（856年）出任但馬守、齊衡4年（857年）就任近江守、貞觀3年（861年）為伊予守、貞觀6年（864年）是播磨權守和貞觀10年（868年）成為相模權守，多次擔任地方官。貞觀13年（871年），源冷升至正四位下。
貞觀15年（873年），源冷獲任命為宮内卿，再次重返平安京，及後於貞觀19年（877年）兼任右兵衛督。元慶6年（882年）源冷升任為參議，位列公卿。作為太政官，源冷同時兼任宮内卿和左右兵衛督，最終在仁和3年（887年）升至從三位。
寬平2年（890年），源冷在宇多天皇任期內死去，享年56歲。

## 官歷
。
- 嘉祥2年（849年）正月20日：從四位上
- 嘉祥3年（849年）正月15日、5月17日：讚岐守
- 仁壽3年（853年）7月1日：讚岐守
- 仁壽4年（854年）8月28日：右馬頭
- 齊衡3年（856年）正月12日：但馬守
- 齊衡4年（857年）正月14日：近江守
- 貞觀3年（861年）正月13日：伊勢守
- 貞觀6年（864年）正月16日：播磨權守
- 貞觀10年（868年）正月16日：相模權守
- 貞觀13年（871年）正月7日：正四位下[2]
- 貞觀15年（873年）正月13日：宮内卿[2]
- 貞觀19年（877年）
  - 正月15日：宮内卿兼讚岐守[2]
  - 10月18日：宮内卿兼讚岐守、右兵衛督
- 元慶6年（882年）2月3日：參議，留任宮内卿、右兵衛督[2]
- 元慶7年（883年）正月11日：參議、宮內卿、右兵衛督兼伊予權守[2]
- 仁和3年（887年）正月7日：從三位
- 仁和4年（888年）9月9日：左兵衛督[2]
- 仁和5年（889年）
  - 正月16日：美濃權守[2]
  - 2月29日：美濃守，留任左兵衛督[2]